# Teresa Ciepły
Teresa Barbara Ciepły, rozená Teresa Wieczorek (* 19. října 1937, Brodnia Górna, Lodžské vojvodství – 8. března 2006, Bydhošť) byla polská atletka, sprinterka a překážkářka.
V roce 1962 se stala v Bělehradu mistryní Evropy v běhu na 80 metrů překážek a vybojovala bronz v běhu na 100 metrů. O dva roky později na letních olympijských hrách v Tokiu získala stříbrnou medaili (80 m př.). Společně s Irenou Kirszensteinovou, Halinou Góreckou a Ewou Kłobukowskou vybojovala zlaté olympijské medaile ve štafetě na 4 × 100 metrů v novém světovém rekordu, jehož hodnota byla 43,6 s.